# Kostel svaté Kunhuty (Královské Poříčí)
Kostel svaté Kunhuty je římskokatolický kostel v obci Královské Poříčí v okrese Sokolov v Karlovarském kraji. Kostel zasvěcený svaté Kunhutě je od roku 1963 chráněn jako kulturní památka České republiky. Zasvěcení, které je v Čechách poměrně vzácné, podporuje názor, že Královské Poříčí bylo založeno německými kolonizátory. Světice byla uctívána hlavně v oblasti Bamberku. Je možné, že právě kolonisté z této oblasti Německa založili ves Královské Poříčí a kostel zasvětili svaté Kunhutě. Před kostelem stojí socha sv. Jana Nepomuckého a tři smírčí kříže, z nichž jeden, kamenný monolitický kříž s klínovou hlavou a rytinou kříže, je rovněž chráněn jako kulturní památka.

## Historie

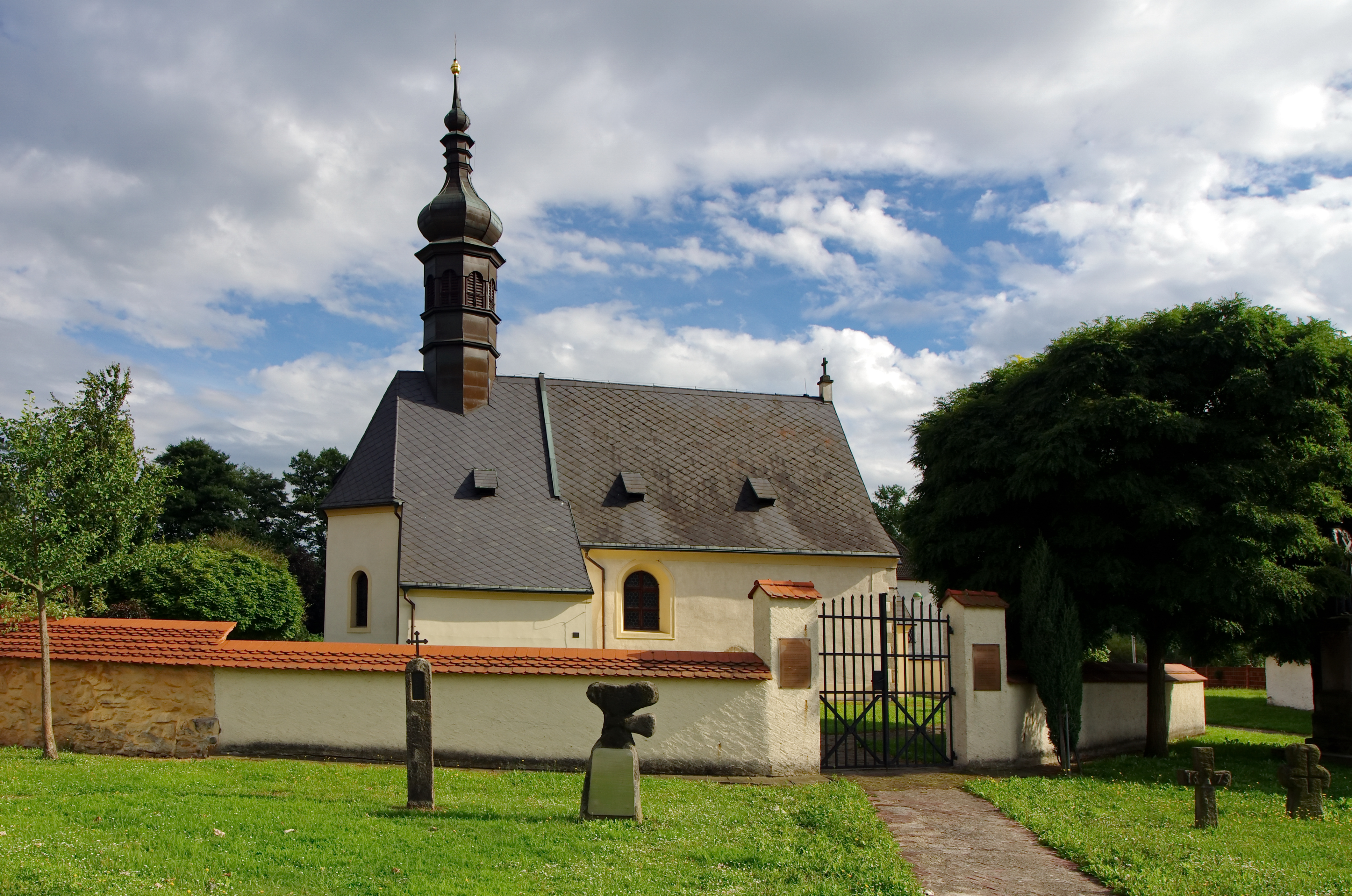
Pohled od severozápadu

První písemná zmínka je z roku 1240 v listině, kterou český Václav I. (1230–1253) uděluje řádu křižovníků s červenou hvězdou patronátní právo ke kostelu.
I když se tato listina ztratila, vycházel z ní křižovnický kněz August Leopold Stöhr při psaní své knihy o karlovarských pamětihodnostech, vydané v roce 1810. Lze předpokládat, že kostel byl postaven nedlouho před rokem 1240. Rovněž při rekonstrukci kostela svaté Kunhuty probíhající na počátku devadesátých let 20. století byly objeveny románské prvky jednoznačně potvrzující stáří kostela Svaté Kunhuty, odpovídající počátkům 13. století.
Viditelnými detaily jsou zejména malé románské okno v jižní stěně a kamenné ostění lomeného oblouku raně gotického portálu v severní stěně. Na rozhraní 17. a 18. století byla provedena přestavba kostela. Při ní došlo k přistavění ke staré kostelní lodi. Na západní straně to byla barokní předsíň a 8 metrů dlouhý, polygonálně uzavřený presbytář. Nad presbytářem se tyčí třináct metrů vysoká sanktusová věž, zakončená cibulovitou bání. Kostel byl nově zastřešen sedlovou střechou. K opětovnému vysvěcení došlo pravděpodobně roku 1701. Kostel byl postupně vybaven novým, převážně barokním mobiliářem.

## Stavební podoba
Jednolodní kostel byl v počátku jedinou zděnou stavbou v obci. Přestavba na přelomu 17. a 18. století změnila jeho středověkou románsko-gotickou podobu do jednoduchého barokního stylu. Při tom se zachovaly vzácné románsko-gotické prvky nejstaršího stavebního vývoje kostela. Štít kostela zdobí freska z roku 1933. Jejím autorem je sokolovský malíř a grafik Toni Schönecker. Ústředním motivem fresky je postava muže rozsévače, po jeho pravici je motiv denní modlitby a po levici jsou ztvárněna povolání typická pro region.

### Interiér

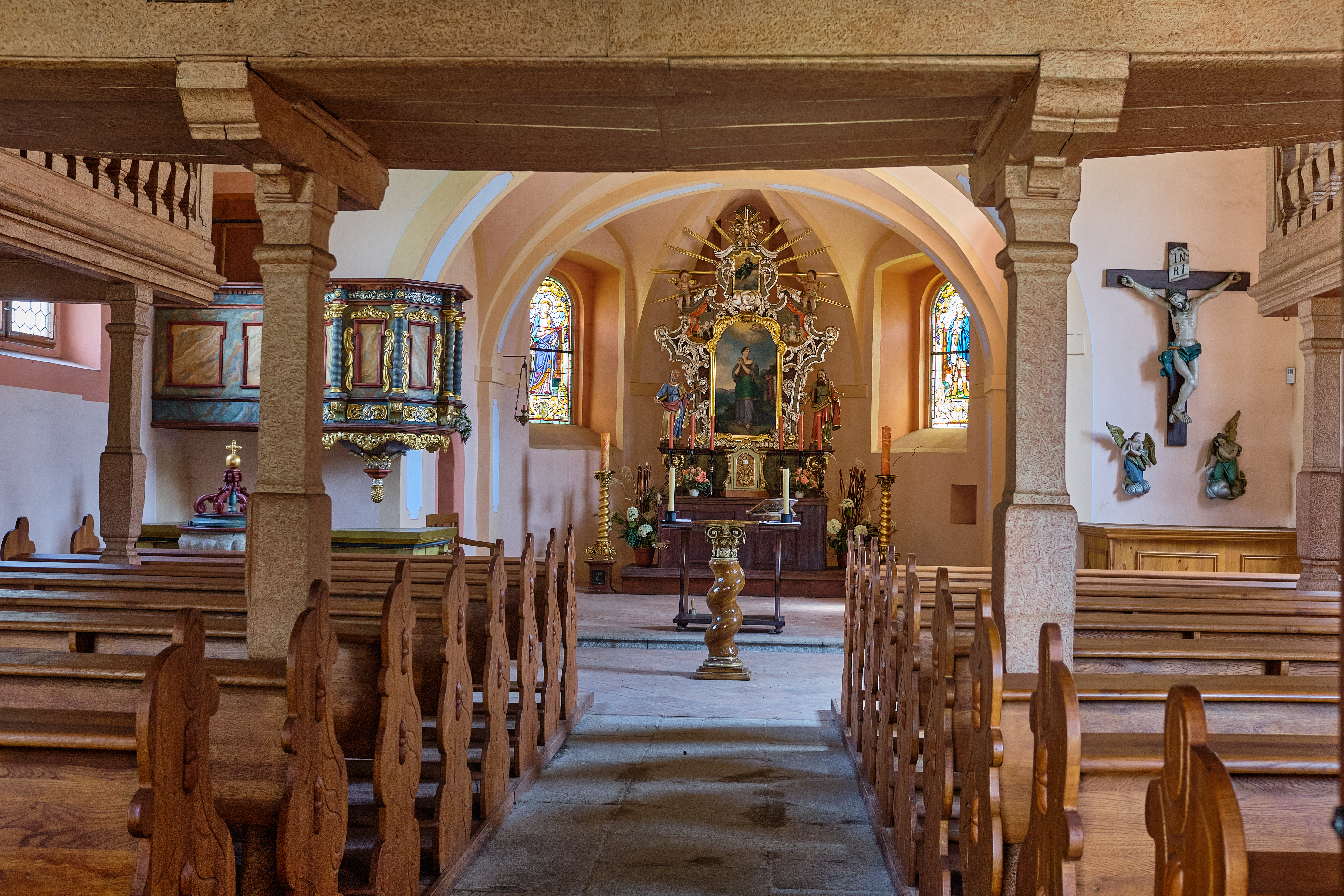
Inteiér

Po přestavbě na přelomu 17.  a 18. století byl kostel vybaven novým mobiliářem.
Ze starších fotografiích je vidět, že jeho vybavení bylo daleko bohatší, než současné. V lodi se nachází dřevěná barokní tříboká kruchta a na ní rokokové varhany z konce 18.  století. Jejich autorem je varhanář Anton Müller, rodák z Kraslic, zakladatel varhanářského rodu v Chebu.
Triumfální oblouk je půlkruhový, presbytář má křížovou klenbu s lunetami. Mezi stropem a stěnou je oblý přechod. Hlavní oltář s dekorativními křídly je z první poloviny 18. století . Ve vrcholech křídel se po obou stranách nacházejí figurální polychromované reliéfy, jež zobrazují momenty ze života titulární světice. Podle starších fotografií byl oltářní nástavec v minulosti bohatší, kde v oblacích obklopených hlavičkami andílků byla umístěna řezba Boha Otce. Tato barokní kompozice byla nahrazena drobnou novodobou malbou stejného námětu. Současný oltářní obraz z první poloviny 19. století zobrazuje svatou Kunhutu. Je dílem loketského umělce Hermanna Kuglera. Tento obraz nahradil původní dílo, pocházející údajně z roku 1720. Vitrailová okna v presbytáři jsou novodobá, z počátku 20. století. Ve věži visel až do zrekvírování během druhé světové války zvon s datací 1302 a nápisem Svatý Václave, stůj při nás.
Tím, že se nápis obracel k českému patronu a nikoliv k patronce kostela svaté Kunhutě, nedá se vyloučit, že nebyl původně zhotoven pro jiný kostel a odkud byl přenesen do Královského Poříčí.

## Význam
Výjimečné postavení kostela v Královském Poříčí dokládá skutečnost, že po celá tři první století nejsou k dějinám obce žádné jiné písemné prameny, než ty, které se vztahují k této církevní památce.